# Feyisa Lilesa
Feyisa Lilesa, född 1 februari 1990, är en etiopisk friidrottare som tävlar i maratonlöpning.